# Chromis caudalis
 Chromis caudalis és una espècie de peix de la família dels pomacèntrids i de l'ordre dels perciformes.

## Morfologia
Els mascles poden assolir els 7,5 cm de longitud total.

## Distribució geogràfica
Es troba des de l'Illa Christmas fins a Indonèsia, Salomó, les Filipines i Palau.